# Sällskapet Du Londel

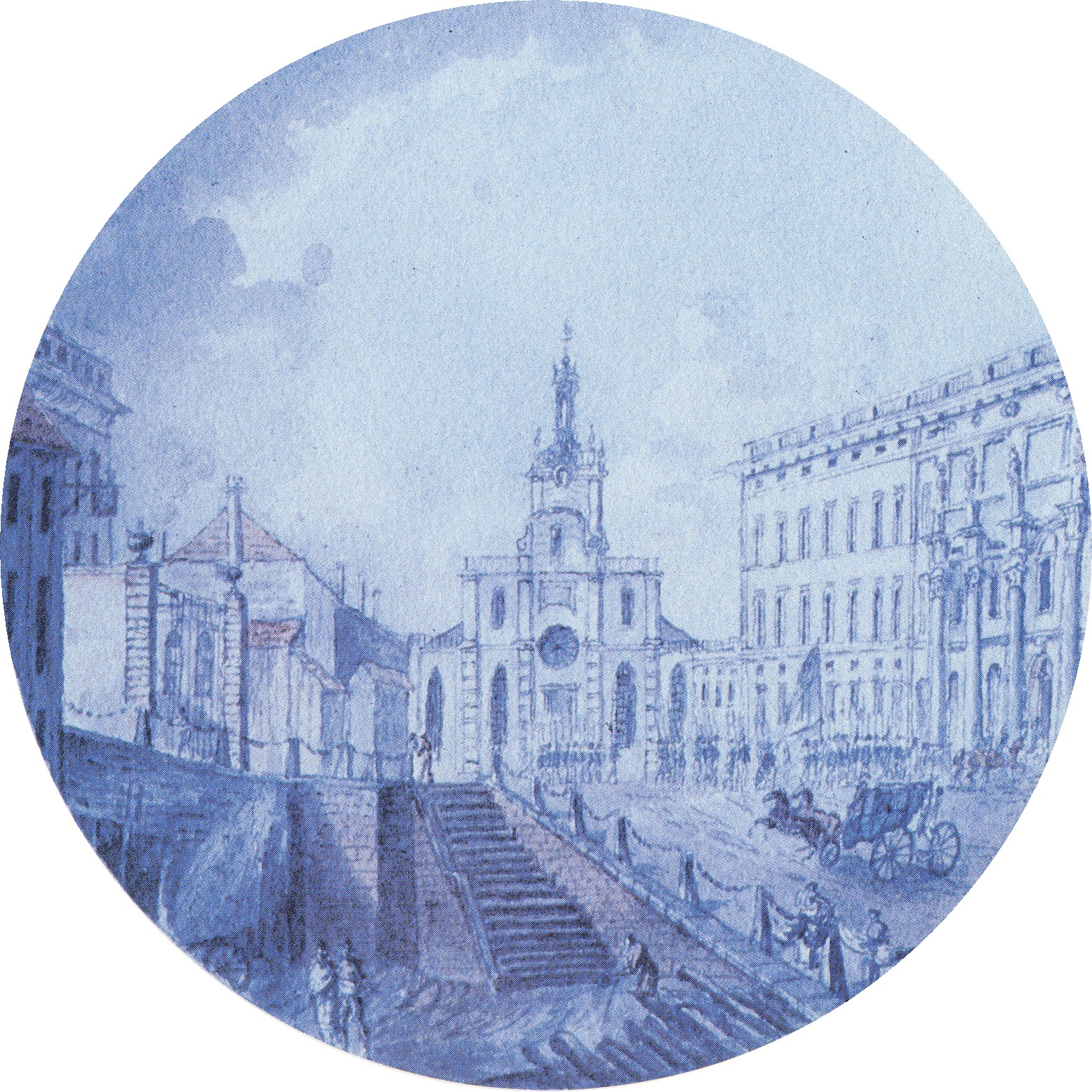
Stora Bollhuset vid Slottsbacken i Stockholm kring 1780-talet.

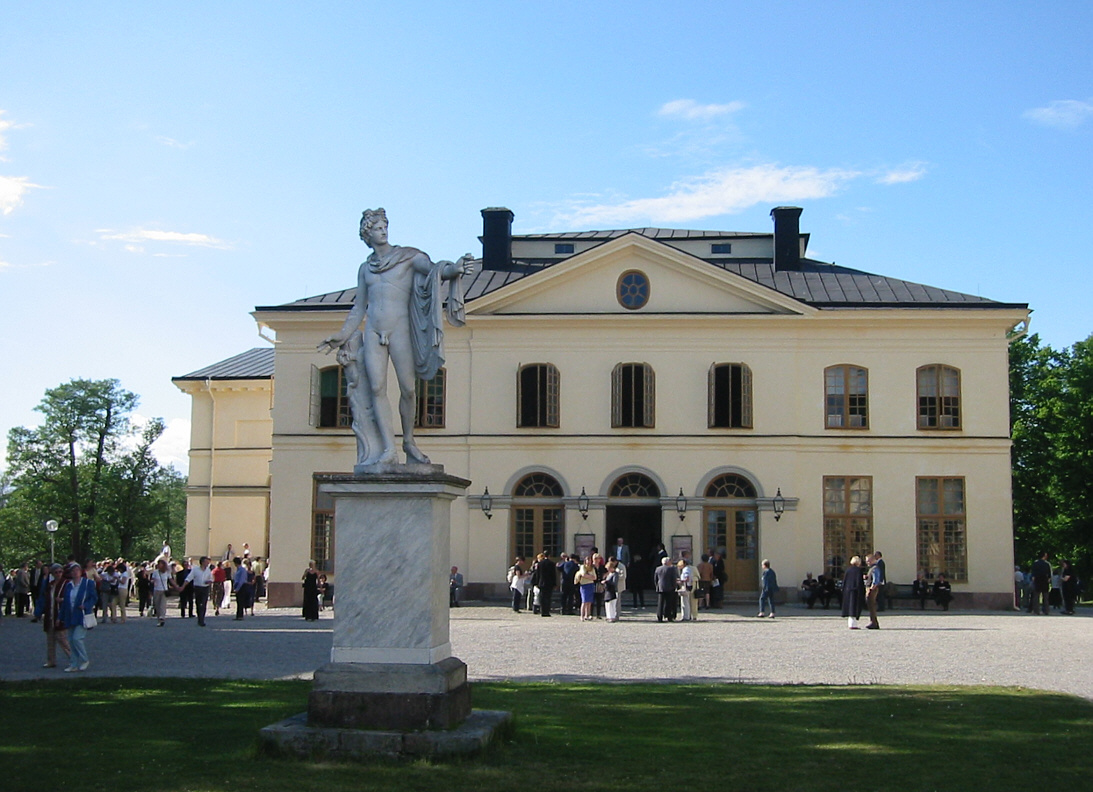
Drottningholms slottsteater, Sällskapet Du Londels skådespelare utgjorde på 1700-talet dess fasta trupp.

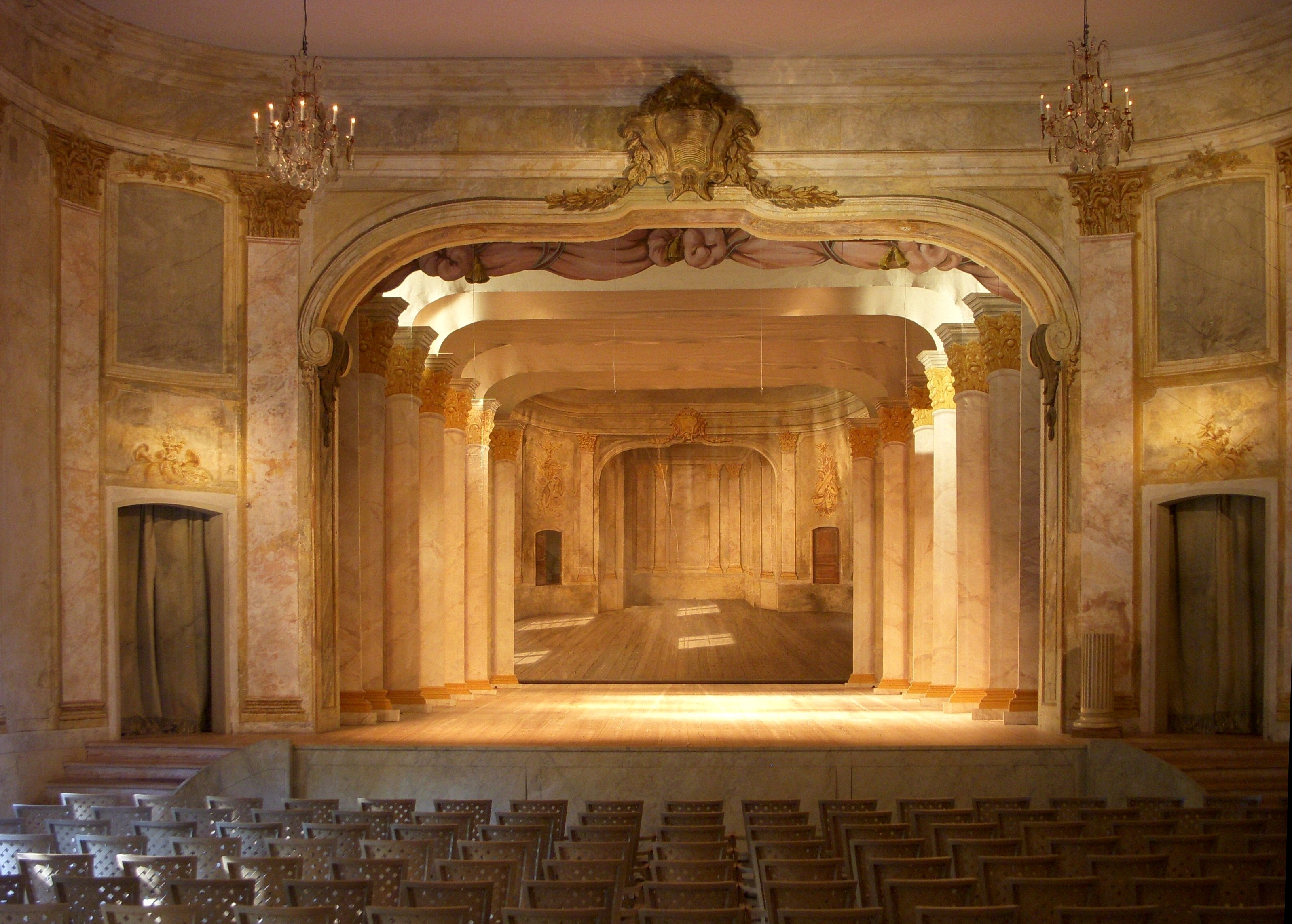
Ulriksdals slottsteater, "Confidencen".

Du Londels Sällskap var ett franskt teatersällskap verksamt i Sverige under frihetstiden. Det var verksamt i Sverige från 1753 till 1771. Det var främst en hovteater, som uppträdde på de kungliga slottens teatrar, men de uppträdde också för allmänheten i Stora Bollhusets teater i Stockholm. Sällskapet spelar en viktig roll i den svenska kulturhistorien. 

## Bakgrund
Sällskapet Du Londel var engagerat vid kungliga hovet i Köpenhamn i Danmark mellan 1748 och 1753: under sitt engagemang vid danska hovet uppträdde de också i Norge under den danske kungens besök där 1749. Dess kontrakt i Danmark gick ut 1753, och samma år engagerades de vid svenska hovet av Sveriges drottning Lovisa Ulrika. Teatersällskapet stod då under ledning av Jeanne Du Londel och Pierre de Laynay, och Laynay hade under våren vistats i Stockholm för att sköta förhandlingarna som truppens ombud.

## Verksamhet
Sällskapet Du Londel uppträdde i Stockholm i Bollhusteatern.   Under sin första säsong, 1753-54, delade de lokal med det svenska teatersällskapet där, och det beskrivs som en bråkig säsong: därefter reserverades teaterlokalen för dem. 
Truppens inre angelägenheter sköttes av dess egen direktör, men deras yttre angelägenheter under deras tid i Sverige övervakades av en svensk översyningsman tillkom. Den förste uppsyningsmannen var Fredrik Wilhelm Hastfehr, som i november 1754 efterträddes av överintendenterna Cronstedt och Adelcrantz. 
Sällskapet Du Londel var först och främst en hovensemble, som följde det kungliga hovet då det flyttade mellan sina olika slott: de uppträdde på Drottningholmsteatern och Confidencen om somrarna, och på Bollhuset vid Slottsbacken i Stockholm på vintern.  De ersatte  Lovisa Ulrikas amatörteatersällskap, som dittills hade spelat teater vid det svenska hovet.  Under vintermånaderna, då det kungliga hovet bodde på Kungliga Slottet i Stockholm, uppträdde de inför hovet på Bollhusteatern, som också var öppen för allmänheten. 
De ansågs hålla en hög standard och framförde de senaste pjäserna från Paris med båda drama, sång och balett. I Stockholm gav de offentliga uppträdanden två gånger i veckan: på de kungliga slotten uppträdde de när helst de blev ombedda. Uppträdandena var på franska och var följaktligen bara tillgängliga för de som kunde första det franska språket. Sällskapet gav sammanlagt 65 olika sångspel och 32 baletter. Antalet baletter blev också fler med åren och var antagligen mer uppskattade än pjäserna av den publik i Stockholm som inte förstod franska. Fristående baletter blev med tiden vanliga och från 1767 annonserade i Dagligt Allehanda, där Louis Gallodier och Marguerite Du Londel var de populäraste stjärnorna och affischnamn för de offentliga föreställningarna på Bollhuset.
Du Londels Sällskap innehöll 1753 tolv medlemmar, sex av vardera kön, men den blev efter hand utökad av nya som engagerades från utlandet. Dess organisation var strikt hierarkisk och artisterna var indelade utifrån var sitt fack med bestämda uppgifter och status inom truppen. De kunde dock också få tillstånd att fungera inom flera fack. Bland dem fanns sångerskan Marie Baptiste, som även framträdde vid konserter på Riddarhuset. De fick också andra arbetsuppgifter vid hovet, både som underhållare och annat: Louise Du Londel undervisade prinsessan Sofia Albertina i fransk etikett, och Taphinon Desroches, fungerade även som lektör vid hovet. Bland de allra mest kända medlemmarna fanns Marguerite Morel, som en tid hade ett förhållande med kung Adolf Fredrik. Dess främsta medlemmar ansågs vara Marie Baptiste, Marguerite Morel, Déricourt, Taphinon Desroches och Barthelémy d'Armancourt. Även de kvinnliga skådespelarna Duclos och Fale nämns bland de mer uppmärksammade artisterna.  
Sällskapet Du Londel råkade ut för en stor förlust då den första Drottningholmsteatern brann ned mitt under öppningen av femte akten under föreställningen på drottningens namnsdag 25 augusti 1762. Skådespelarna förlorade allt eftersom deras bostäder fanns inrymda där. Vid detta tillfälle var det Marie Baptiste som rusade ut på scenen och slog larm om branden, och hon mottog sedan en pension som tack.

## Upplösning
Sällskapet Du Londel avskedades 1771 på order av Gustav III. Dess avskedande var en av de första order han gav, då han under sin vistelse i Paris underrättades om sin fars död och sitt eget tillträde till tronen. Det officiella skälet till den franska teaterns upplösning uppgavs vara dess kostnader. Av dess medlemmar var paret Du Londel de enda som fick behålla sin lön (som pension), på grund av ett löfte som Gustav III hade gett sin far. 
En del av de franska artisterna var fortsatt aktiva i Sverige även sedan teatersällskapet upplösts. I december nämns hur Mme Desroches och hennes make samt andra kvarvarande franska komedianter regelbundet höll proverb, små pjäser, varje tisdag och fredag i slutet av prinsarnas bjudningar.
De franska artisterna ur Sällskapet Du Londel utgjorde i själva verket stommen i Kungliga Baletten då den grundades 1773, och dess första balettmästare, Louis Gallodier, var en av dem. Då Kungliga Baletten grundades 1773 fanns det alltför få inhemska artister för att kunna bilda en trupp, där Magdalena Lundblad och Charlotte Slottsberg tillhörde de få svenska dansarna. Fem franska dansare från Sällskapet Du Londel, tre manliga och två kvinnliga engagerades därför vid den svenska baletten, och man engagerade sedan ytterligare flera franska artister, varav flera var medlemmar av Sällskapet Du Londel som nu kallades tillbaka. Louis Gallodier rekommenderade Gustav III att använda sig av de franska dansare från 1771 som stannat kvar, och återkalla några av dem. Bland de mest kända av dessa fanns Louis Frossard och Elisabeth Soligny, som utgjorde balettens stjärnor under 1770-talet innan svenska artister hade hunnit utvecklas. Kvartetten Gallodier, Frossard med maka och Soligny betraktades som stommen i den första balettruppen. De agerade också instruktörer åt svenska elever.  
Även skådespel uppfördes av några kvarvarande medlemmar. Den 19 januari 1772 tycks enligt en annons åtminstone två pjäser ha uppförts av Fransyska Spectaclet på Bollhuset. Efter det nämns truppen inte längre på Bollhuset, men då och då nämns i brev och memoarer att en fransk teater uppträtt vid hovet. Julen 1776 skriver Fersen: "alla aftnar gavs en fransk comedie, af den under salig konungen formerade franska skådespelaretrupp, som efter truppens upplösning nedsatt sig i Stockholm och som tillökades med några franska dansörer från den svenska opera-personalen."  Dess viktigaste medlemmar var år 1778 paret Baptiste med dotter, Chatillon, Marie-Renée Frossard och Louis Frossard, Francesco Uttini och Louis Gallodier. När detta sällskap utökades med Déricourt och Jean-Rémy Marcadet anmärkte Gustav III att endast paret Louis Du Londel och Marguerite Morel, fattades för att kunna uppföra riktiga pjäser. 
Detta teatersällskap kallades Franska Spektaklet, men det fick dålig kritik och ersattes 1781 med Gustav III:s Franska teater. 

## Eftermäle
Sällskapet Du Londel blev länge kritiserade i svensk historia då deras reservation av Bollhuset undanträngde den första svenska teatern där, och ersatte den med en teater vars språk inte kunde förstås av de flesta. Sällskapet Du Londel införde dock det "graciösa franska sångspelet" och den samtida moderna teaterkulturen, som tack vare dem blev populära i Sverige, och den höga standard de införde anses ha bidragit till att Operan och Dramaten fick höga krav ställda på sig från sitt grundande. De utgjorde också stommen i Kungliga baletten.

## Medlemmar
Skådespelare och sångare
- Anne Armand
- Armand (Huguet) Armand, Harlekin
- Pierre Armand
- Barthelémy d'Armancourt
- Marianne d'Armancourt (d. 1763), subrett.
- Marie Baptiste, vokalist, tragedienne och primadonna.
- Jacques Anselme Baptiste
- Angélique Cénas, barnskådespelare, dotter till Barbe Margureite Henry.
- Gaspard Cénas
- François Chatillon (1729–1802)
- Louis Compain-Despierrières
- Monsieur Compell
- Louis Antoine Courback (1726–1794)
- Jean-François Déricourt
- Xavier-Richard Derozée
- Marguerite Gauchée Derozée (gm med Xavier-Richard Derozée)
- Monsieur Desjardins
- Joseph Taphinon Desroches
- Madeleine-Nicole-Julie Fromageau Desroches (gm Joseph Taphinon Desroches)
- Monsieur Desroches d. ä.
- Monsieur Duclos
- Mademoiselle Duclos
- Jeanne Du Londel (1706-1772) direktör 1753-1756.
- Louise Du Londel (1740-1777)
- Louis Du Londel (1728-1793) direktör 1756.
- François Duplessis
- Genet Dupont dit Genois
- Mademoiselle Fale
- Mademoiselle Fromageot
- Barbe-Marguerite Henry, komiker.[3]
- Pierre Lefebvre
- Théodore Lequin, dit de La Richardière
- Louis-Denis Lavoy
- Jean Obriet
- Pierre Pantaléon
- Simon Pantaléon
- Monsieur Renaud
- Monsieur Roselly / Rozelli
- Madame Roselly
- Barthélemy Rosseau
- Monsieur Seguin
- Pierre-Claude Soligny
- Madame Waileh

Dansare
- Bernard Borde, f. Delarche
- Gaspard Cénas
- Monsieur Desroches d.y.
- Monsieur Franchi
- Madame Franchi
- Edme Frossard
- François Frossard
- Louis Frossard
- Marie-Renée Frossard
- Vincenzo Campioni
- Johanna Francisca Simpson Campioni
- Ninon Dubois Le Clerc
- Mademoiselle Couturier
- Louis Gallodier (1733–1803)
- Marguerite Morel,
- Elisabeth Soligny, premiärdansös, balettmästare.
- Charles Pons, f. Parloue
- Monsieur Rasmus